# 共通フレーム
共通フレーム（きょうつうフレーム、SLCP-JCF）は、情報処理推進機構が発行している、ソフトウェアライフサイクルにおける用語や作業内容などを規定したガイドライン。

## 概要
ソフトウェア、システム、サービスの構想から開発、運用、保守、廃棄に至るまでのライフサイクルを通じて必要な作業項目、役割などを包括的に定めたもので、システム開発を委託する際などに発注側と受注側の間に誤解が生じないように、汎用的な用語や各工程の内容（分類）を標準化するために制定された。
ソフトウェア開発とその取引には、その性質上次のような問題が存在している。
- 取得者と供給者で用語が統一されていない
- 多くの人が係るためコミュニケーションが複雑
- 役割分担が不明確
- 曖昧な見積りが招くトラブル

共通フレームでは、このような問題を解決するために、取得者と供給者双方及びシステム開発に関わる全ての人が、システムライフサイクルの各フェーズにおける作業項目を共通に参照できるよう詳細に記述したり、ソフトウェア取引を明確化したりするための基準が記述されている。
共通フレームでは、システム開発等に係る作業項目を、プロセス、アクティビティ、タスクの階層構造で列挙している。共通フレームの適用に当たっては、各作業を取捨選択したり、繰返し実行したり、複数のものを一つに括るなど開発モデルに合わせた使い方をする。また共通フレームは、業務分析、業務設計、及びソフトウェアを中心としたシステムの企画、要件定義、開発、運用、保守及びそれらに係る諸活動を対象としている。ハードウェアもシステム開発に含まれ、共通フレーム2013では「ハードウェア実装プロセス」という工程が定義されている。しかし、ハードウェアについては構成の検討、決定、導入、運用、保守だけに留め、ハードウェア開発の詳細な作業項目については記述していない。
2020年3月現在での最新版は『共通フレーム2013』で、ISO/IEC 12207:2008 の翻訳である JIS X 0160:2012 をベースとしている。
初版は1994年3月に発行された『ソフトウェアを中心としたシステムの取引に関する共通フレーム』(共通フレーム94) で、後の ISO/IEC 12207:1995 を先取りする形で策定された。その後、『ソフトウェアを中心としたシステム開発および取引のための共通フレーム 1998年版』(共通フレーム98)、『共通フレーム2007』を経て『共通フレーム2013』になっている。
なお、ISO/IEC/IEEE 12207が2017年に、JIS X 0160が2021年にそれぞれ改正されているが、IPAは最新規格との整合を図った共通フレーム2013の改訂は行わないことを発表している。